# Terusan (Karang Jaya)
Terusan is een bestuurslaag in het regentschap Musi Rawas van de provincie Zuid-Sumatra, Indonesië. Terusan telt 2513 inwoners (volkstelling 2010).